# Alas de ónix
Alas de ónix (título original Onyx Storm) es una novela escrita por Rebecca Yarros y editada por Red Tower Books. Se publicó el 21 de enero de 2025, es el tercer libro de la serie de fantasía romántica Empíreo, después de Alas de sangre y Alas de hierro.
El libro fue añadido a las listas de superventas en agosto de 2024 debido a los pedidos anticipados.

## Trasfondo
Alas de ónix es el tercer libro de la serie Empíreo de Rebecca Yarros, que está previsto que incluya cinco libros. El primer libro, Alas de sangre, narra el primer año de la protagonista Violet en la ficticia Escuela de Guerra de Basgiath, donde se convierte en jinete de dragones. El segundo libro, Alas de hierro, sigue a Violet, sus amigos y sus aliados, mientras trabajan para luchar contra los malvados portadores de magia.
Aunque Alas de Hierro (noviembre de 2023) salió solo unos seis meses después de Alas de Sangre (mayo de 2023), Yarros dijo que no escribiría Alas de ónix tan rápido. Su lanzamiento finalmente estaba previsto para el 21 de enero de 2025, más de un año después del lanzamiento de Alas de hierro.
Al anunciar su publicación, Yarros afirmó que incluiría «política, nuevas aventuras, viejos enemigos y, por supuesto, dragones».
La portada del libro fue develada el 8 de julio de 2024. Según afirma un crítico de Today, «su diseño oscuro señala un giro siniestro en la serie».

## Lanzamiento
Algunas librerías como Books-A-Million y Barnes & Noble organizaron eventos para celebrar el lanzamiento del libro. Screen Rant describió estas celebraciones como una buena señal para el potencial de la serie Empíreo como franquicia, haciendo comparaciones con Harry Potter y la serie Crepúsculo. Yarros ha anunciado una gira de presentación del libro que comenzará en Los Ángeles el 20 de enero de 2025 y finalizará en Denver el 2 de febrero de 2025.